# 船上通信局
船上通信局（せんじょうつうしんきょく）は、無線局の種別の一つである。

## 定義
総務省令電波法施行規則第4条第1項第10号の2に「船上通信設備のみを使用して無線通信業務を行う移動する無線局」と定義している。 
この「船上通信設備」とは、第2条第40号の3に、
次の(1)、(2)、(3)又は(4)に掲げる通信のみを行うための単一通信路の無線設備であつて、第13条の3の3に規定する電波の型式、周波数及び空中線電力の電波を使用するものをいう。
(1) 操船、荷役その他の船舶の運航上必要な作業のための通信で当該船舶内において行われるもの
(2) 救助又は救助訓練のための通信で船舶とその生存艇又は救命浮機との間において行われるもの
(3) 操船援助のための通信で引き船と引かれる船舶又は押し船と押される船舶との間において行われるもの
(4) 船舶を接岸させ又は係留させるための通信で船舶相互間又は船舶とさん橋若しくは埠頭との間において行われるもの
と定義している。
促音の表記は原文ママ

## 概要
限定された区域内の船舶間又は船舶と陸上の間で使用するもので、簡易な船舶局あるいは異なる事業者間で通信できる携帯局という性格のものである。
移動局の一種でもある。
船舶に開設すれば、船舶の無線局ともなる。
（#免許も参照）
定義の船上通信設備の内、船上通信局として免許されるのは(3)又は(4)である。
(1)又は(2)のものは他の無線設備とあわせて船舶局として免許されるからである。
(3)又(4)は水先人やタグボートであり、免許人となるのは主として水先人会や曳航業者である。
従前は海上移動業務の通信はアナログ音声によるものであったが、周波数逼迫による狭帯域化により400MHz帯の船上通信設備がデジタル化されることになった。

## 免許
無線局の免許人として外国籍の者が原則として排除されることは、電波法第5条第1項に欠格事由として規定されているが、例外として第2項に
- 第3号　船舶の無線局（船舶に開設する無線局のうち、電気通信業務（電気通信事業法 （昭和59年法律第86号）第2条第6号の電気通信業務をいう。以下同じ。）を行うことを目的とするもの以外のもの（実験等無線局及びアマチュア無線局を除く。）をいう。以下同じ。）であつて、船舶安全法 （昭和8年法律第11号）第29条の7に規定する船舶に開設するもの

引用の促音の表記は原文ママ
があり、船上通信局は電気通信業務用ではないので外国人や外国の会社・団体でも船上通信局を開設できる。 
種別コードはMB。
有効期間は免許の日から5年。但し、当初に限り有効期限は4年をこえて5年以内の5月31日

となる。
- 自衛隊の艦船に搭載する又は携帯する無線機については、自衛隊法第112条第1項により免許を要せず、無線局数の統計にも含まれない。

船上通信設備は原則として特定無線設備の技術基準適合証明等に関する規則により認証された適合表示無線設備による。
これ以外の機器による免許申請を否定するものではないが、簡易な免許手続が適用されず予備免許を取得し落成検査に合格しなければならない。
- 特定無線設備が制度化される以前の無線設備は、無線機器型式検定規則による検定に合格した「検定合格機器」によるものであった。

用途
局数の推移に見るとおり、港湾用が多数を占めるがこれは水先人会や曳航業者のことである。
港湾用以外のほとんどは製造販売用であるがこれは造船業者のことである。
通信の相手方
原則として免許人内に限定される携帯局と異なり、業務に必要な限り他の事業者の船上通信設備とも通信することができる。
移動範囲
免許人が事業を行う区域に限られる。
すなわち、曳航業者や水先人や造船業者が業務を行う港湾に限られるが、海上ばかりでなく定義(4)に見るとおり、桟橋や埠頭といった陸上の港湾施設でも使用できる。
電波型式、周波数、空中線電力および使用区別
定義にある第13条の3の3のに基づく告示

による船上通信設備の電波型式、周波数、空中線電力及び無線局運用規則に基づく告示

による使用区別について次の表に示す。
2018年（平成30年）9月25日現在
| 電波型式           | 周波数(MHz) | 周波数(MHz) | 空中線電力 | 使用区別 |
| ------------------ | --- | --- | ---------- | --- |
| F3E (アナログ)     | 156.75、156.85 - 国際VHFの一部である。 | 156.75、156.85 - 国際VHFの一部である。 | 1W以下     | (1)は、日本沿岸海域において使用する場合は、水先業務及び引き船の業務に使用する無線局に混信を与えない場合に限る。 (2)は、日本沿岸海域で水先業務若しくは引き船の業務又はこれらの業務に関連する船舶の接岸若しくは係留の業務の通信を行う場合に限る。 |
| F3E (アナログ)     | 457.525(1)、457.55、457.575 | 457.525(1)、457.55、457.575 | 2W以下     | (1)は、日本沿岸海域において使用する場合は、水先業務及び引き船の業務に使用する無線局に混信を与えない場合に限る。 (2)は、日本沿岸海域で水先業務若しくは引き船の業務又はこれらの業務に関連する船舶の接岸若しくは係留の業務の通信を行う場合に限る。 |
| F3E (アナログ)     | 467.6(2)、467.6125(2)、467.625(2) | | 2W以下     | (1)は、日本沿岸海域において使用する場合は、水先業務及び引き船の業務に使用する無線局に混信を与えない場合に限る。 (2)は、日本沿岸海域で水先業務若しくは引き船の業務又はこれらの業務に関連する船舶の接岸若しくは係留の業務の通信を行う場合に限る。 |
| F1D F1E (デジタル) | 船上レピーター 457.515625 457.521875 457.528125 457.534375 457.540625 457.546875 457.553125 457.559375 457.565625 457.571875 457.578125 457.584375 | 移動機 467.515625 467.521875 467.528125 467.534375 467.540625 467.546875 467.553125 467.559375 467.565625 467.571875 467.578125 467.584375 | 2W以下     | (1)は、日本沿岸海域において使用する場合は、水先業務及び引き船の業務に使用する無線局に混信を与えない場合に限る。 (2)は、日本沿岸海域で水先業務若しくは引き船の業務又はこれらの業務に関連する船舶の接岸若しくは係留の業務の通信を行う場合に限る。 |

表示
適合表示無線設備には技適マークの表示が必須であり、技術基準適合証明番号又は工事設計認証番号の表示も要する。
船上通信設備の機器を表す記号は、アナログが他業務のFM送受信機器と共用であるが、技術基準適合証明番号の英字の1-2字目のQY、デジタルがQTである。
従前は工事設計認証番号にも表示を要した。
技適マーク#沿革を参照。
検定合格機器には、円形の検定マーク、検定番号および機器の型式名の表示が必須であり、アナログ船上通信設備の機器を表す記号は、他業務のFM送受信機器と共用であるが、検定番号および機器の型式名の1字目のFであった。

### 旧技術基準の機器の使用
無線設備規則のスプリアス発射等の強度の許容値に関する技術基準改正

により、旧技術基準に基づく無線設備が免許されるのは「平成29年11月30日」まで
、
使用は「平成34年11月30日」まで

とされた。
対象となるのは、
- 「平成17年11月30日」[11]までに製造された機器、型式検定に合格した検定合格機器または認証された適合表示無線設備
- 経過措置として、旧技術基準により「平成19年11月30日」までに製造された機器[12]または認証された適合表示無線設備[13]

である。
新規免許は「平成29年12月1日」以降はできないが、使用期限はコロナ禍により「当分の間」延期された。
なお、検定合格機器は設置が継続される限り検定合格の効力は有効とされるので、新たに使用期限が設定されても設置され続ける限り使用可能で再免許も可能。
詳細は無線局#旧技術基準の機器の使用を参照。

## 運用
無線局運用規則第3章 海上移動業務、海上移動衛星業務及び海上無線航行業務の無線局の運用による。

## 操作
船上通信局は、最低でも第三級海上特殊無線技士以上の無線従事者による管理（常駐するという意味ではない。）を要するのが原則である。
例外を規定する電波法施行規則第33条の無線従事者を要しない「簡易な操作」の第3号(2)に船上通信局が「無線設備の操作で当該無線局の無線従事者の管理の下に行うもの」がある。
すなわち、その無線機を管理する無線従事者がいれば無資格で使用できる。
- 自衛隊の艦船に搭載する又は携帯する無線機については、自衛隊法第112条第1項により無線従事者を要しない。

## 検査
- 落成検査は、簡易な免許手続の対象であれば行われない。これ以外でも一部を除き登録検査等事業者等による点検ができ、この結果に基づき一部省略される。
- 定期検査は、電波法施行規則第41条の2の6第10号により行われない。
- 変更検査は、落成検査と同様である。
- 自衛隊の艦船に搭載する又は携帯する無線機については、自衛隊法第112条第1項により検査が除外される。

## 沿革
1975年（昭和50年）　
- 電波法施行規則に定義され、免許の有効期間は5年、無線局免許証票の備付けも必須[17]
  - 以後、5年毎の一定の日に満了するように免許された。
- 検定合格機器を使用すれば簡易な免許手続の対象に[18]

1992年（平成4年）- 無線業務日誌の備付けが不要に
1993年（平成5年）- 電波利用料制度化、料額の変遷は下表参照
1994年（平成6年）- 毎年一定の告示で定める日が免許の有効期限に
- 以後、免許の有効期限は免許の日から4年を超えて5年以内の5月31日までとなる。

1998年（平成10年）- 船上通信局は定期検査が不要に
1999年（平成11年）- 船上通信設備の機器が特定無線設備の技術基準適合証明に関する規則（現・特定無線設備の技術基準適合証明等に関する規則による適合表示無線設備）の対象となり、認証されれば証明機器（現・適合表示無線設備）となることに
1999年（平成11年）- 船舶の無線局が規定され、外国籍の者が一部の船舶に船上通信局を開設できることに
2000年（平成12年）- 船上通信設備の機器が型式検定の対象外に
- 検定合格の効力は有効であり、従前の条件で免許可能[26]

2018年（平成30年）
- 無線局免許状は常置場所に備え付けるものとされ、無線局免許証票の備付けは廃止[27]
- 400MHz帯がデジタル化[5]

2022年（令和4年）- 外国籍の者が船舶に船上通信局を開設できることに
| 年度         | 総数  | 港湾用 | 出典                 | 出典                           |
| ------------ | ----- | ------ | -------------------- | ------------------------------ |
| 平成11年度末 | 3,198 | 2,712  | 地域・局種別無線局数 | 平成11年度第4四半期末          |
| 平成12年度末 | 3,216 | 3,058  | 地域・局種別無線局数 | 平成12年度第4四半期末          |
| 平成13年度末 | 3,234 | 3,139  | 用途別無線局数       | H13 用途・業務・免許人・局種別 |
| 平成14年度末 | 3,312 | 3,306  | 用途別無線局数       | H14 用途・局種別無線局数       |
| 平成15年度末 | 3,388 | 3,384  | 用途別無線局数       | H15 用途・局種別無線局数       |
| 平成16年度末 | 3,427 | 3,423  | 用途別無線局数       | H16 用途・局種別無線局数       |
| 平成17年度末 | 3,389 | 3,354  | 用途別無線局数       | H17 用途・局種別無線局数       |
| 平成18年度末 | 3,344 | 3,231  | 用途別無線局数       | H18 用途・局種別無線局数       |
| 平成19年度末 | 3,497 | 3,384  | 用途別無線局数       | H19 用途・局種別無線局数       |
| 平成20年度末 | 3,669 | 3,556  | 用途別無線局数       | H20 用途・局種別無線局数       |
| 平成21年度末 | 3,911 | 3,793  | 用途別無線局数       | H21 用途・局種別無線局数       |
| 平成22年度末 | 3,852 | 3,734  | 用途別無線局数       | H22 用途・局種別無線局数       |
| 平成23年度末 | 3,819 | 3,701  | 用途別無線局数       | H23 用途・局種別無線局数       |
| 平成24年度末 | 3,916 | 3,798  | 用途別無線局数       | H24 用途・局種別無線局数       |
| 平成25年度末 | 3,920 | 3,802  | 用途別無線局数       | H25 用途・局種別無線局数       |
| 平成26年度末 | 3,970 | 3,852  | 用途別無線局数       | H26 用途・局種別無線局数       |
| 平成27年度末 | 3,933 | 3,894  | 用途別無線局数       | H27 用途・局種別無線局数       |
| 平成28年度末 | 3,939 | 3,893  | 用途別無線局数       | H28 用途・局種別無線局数       |
| 平成29年度末 | 3,973 | 3,928  | 用途別無線局数       | H29 用途・局種別無線局数       |
| 平成30年度末 | 4,009 | 3,958  | 用途別無線局数       | H30 用途・局種別無線局数       |
| 令和元年度末 | 4,185 | 4,132  | 用途別無線局数       | R01 用途・局種別無線局数       |
| 令和2年度末  | 4,318 | 4,266  | 用途別無線局数       | R02 用途・局種別無線局数       |
| 令和3年度末  | 4,072 | 4,024  | 用途別無線局数       | R03 用途・局種別無線局数       |
| 令和4年度末  | 4,093 | 4,045  | 用途別無線局数       | R04 用途・局種別無線局数       |
| 令和5年度末  | 4,144 | 4,096  | 用途別無線局数       | R05 用途・局種別無線局数       |

電波利用料額
電波法別表第6第1項の「移動する無線局」が適用される。
| 年月                                | 料額  |
| ----------------------------------- | ----- |
| 1993年（平成5年）4月                | 600円 |
| 1997年（平成9年）10月               | 600円 |
| 2006年（平成18年）4月               | 600円 |
| 2008年（平成20年）10月              | 400円 |
| 2011年（平成23年）10月              | 500円 |
| 2014年（平成26年）10月              | 600円 |
| 2017年（平成29年）10月              | 600円 |
| 2019年（令和元年）10月              | 400円 |
| 2022年（令和4年）10月               | 400円 |
| 注 料額は減免措置を考慮していない。 |       |